# Mekar Sari (Reteh)
Mekar Sari is een bestuurslaag in het regentschap Indragiri Hilir van de provincie Riau, Indonesië. Mekar Sari telt 984 inwoners (volkstelling 2010).